# Qiaotou Miaozu Zhuangzu Xiang
Qiaotou Miaozu Zhuangzu Xiang (kinesiska: 桥头, 桥头苗族壮族乡) är en socken i Kina. Den ligger i provinsen Yunnan, i den sydvästra delen av landet, omkring 280 kilometer sydost om provinshuvudstaden Kunming. Antalet invånare är 16 616. Befolkningen består av 8 270 kvinnor och 8 346 män. Barn under 15 år utgör 21,0 %, vuxna 15-64 år 70 %, och äldre över 65 år 8,0 %.
Genomsnittlig årsnederbörd är 2 402 millimeter. Den regnigaste månaden är juli, med i genomsnitt 536 mm nederbörd, och den torraste är februari, med 29 mm nederbörd.